# Alatsinainy Bakaro
Alatsinainy Bakaro est une commune rurale de Madagascar, située dans la région d'Analamanga (province d'Antananarivo), au centre de Madagascar.